# Agrupación Nacional (Francia)
La Agrupación Nacional —en francés: Rassemblement national, RN—, denominado hasta 2018 como Frente Nacional (en francés: Front national, FN), es un partido político francés definido por los especialistas como de extrema derecha, aunque el propio partido se autodefina como de derecha moderada.
Sus orígenes se encuentran en una coalición de partidos de la extrema derecha francesa, cuando fue fundado en octubre de 1972 y presidido desde ese momento hasta enero de 2011 por Jean-Marie Le Pen. A partir de entonces fue sustituido por su hija Marine Le Pen, que encabezó un proyecto de mejoramiento de la imagen del partido (desdemonización). Su nombre completo, en su creación, era Front National pour l'Unité Française («Frente Nacional para la Unidad Francesa»).
El Frente Nacional se define como heredero de la derecha nacional. La mayoría de sus dirigentes rechazan la calificación de extrema derecha, como el expresidente Jean-Marie Le Pen que se considera de centro-derecha. Fue miembro de la Declaración de Viena.
El 1 de junio de 2018 el partido cambió de nombre, pasando de Frente Nacional a Agrupación Nacional, tras la propuesta hecha por Marine Le Pen en marzo del mismo año durante un congreso del partido en Lille.

## Historia

### Creación
El partido se presentó el 5 de octubre de 1972 en París bajo el nombre de Front National pour l'Unité Française («Frente Nacional por la Unidad Francesa»). Tras la disolución de Ordre Nouveau en 1973, los miembros de esta organización pasaron a controlar el Frente Nacional. Entre los fundadores del partido se encontraban miembros de la  OAS, un grupo terrorista de extrema derecha muy popular en la época de la Argelia francesa.
En los años 70, el FN contaba con varios antiguos fascistas en su dirección. Le Pen designó secretario nacional del partido a Victor Barthélemy, antiguo miembro de la dirección del Partido Popular Francés (PPF), una organización pronazi liderada por Jacques Doriot, para trabajar luego como asesor de Benito Mussolini. Otro antiguo miembro del PPF y Waffen-SS que terminó en la dirección del FN fue André Dufraisse.

### Crisis y escisión
Tras una situación de inestabilidad del partido a finales de 1998, se escindió de este una facción liderada por Bruno Mégret, que constituiría el Movimiento Nacional Republicano que se presentaría de forma independiente a las elecciones al Parlamento Europeo de 1999, cosechando tanto el FN como la nueva formación unos malos resultados.

### Legislativas del 2002: el FN tercera fuerza

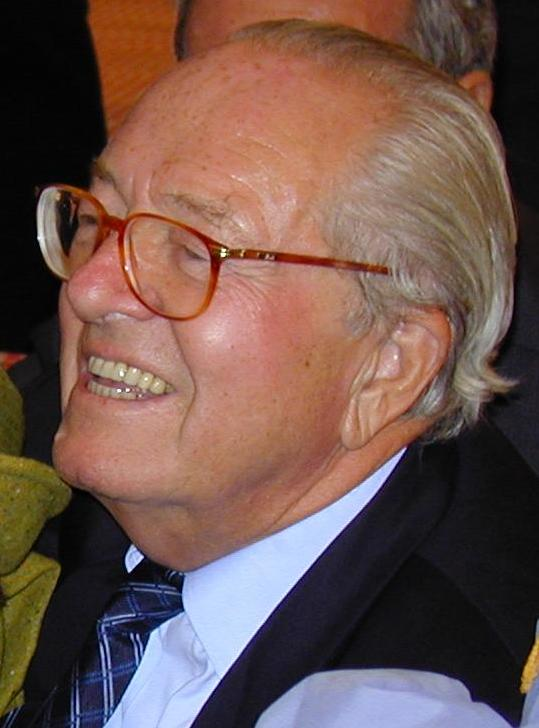
Jean-Marie Le Pen, líder del partido durante la mayor parte de su historia.

El Frente Nacional es el tercer partido político francés (en las elecciones legislativas de 2002, si miramos las presidenciales del mismo año, es el segundo), después del de centro-derecha (UMP) y el de centro-izquierda (Partido Socialista). Superando a otros partidos que han sido muy poderosos en la Francia de la segunda mitad del siglo XX, como el Partido Comunista Francés o la Unión para la Democracia Francesa.

### Presidenciales del 2002: Le Pen a la segunda vuelta

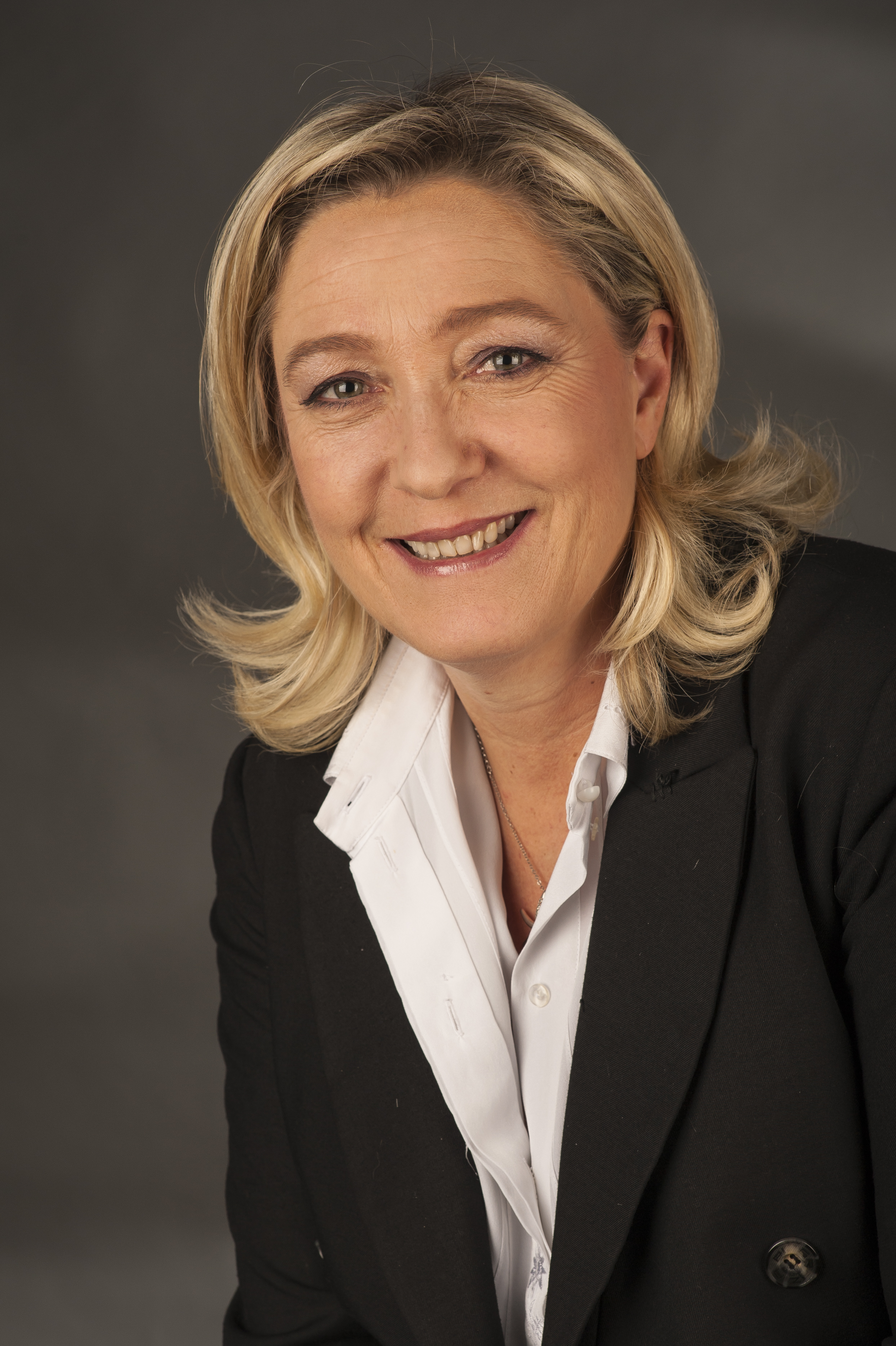
En 2011 Marine Le Pen sucedió a su padre al mando del partido

En las presidenciales de 2002, Le Pen hizo historia obteniendo 4.804.713 votos, es decir, un 16,86% del total, quedando como segundo tras el presidente Jacques Chirac, y superando en 200.000 votos a Lionel Jospin, candidato del Partido Socialista. Estos resultados llevaron a Le Pen a la segunda ronda, donde obtuvo 5.525.906 votos (17,79%) contra los 25.540.873 (82,21%) de Chirac, que sería proclamado nuevamente presidente.

### Referéndum de la Constitución europea
El FN hizo campaña por el NO en el referéndum de la Constitución Europea, que venció por un 55%, frente al 45% del SÍ. Pero no fue el único partido del NO, comunistas y buena parte de los socialistas también lo apoyaban aunque por distintas razones.

### Elecciones europeas de 2014
En las elecciones al Parlamento Europeo de 2014, el Frente Nacional se consagró como el primer partido de Francia al obtener un 25% de los votos, superando por más de 4 puntos al UMP y por 10 al Partido Socialista. Sus mejores resultados los obtuvo en la región Noroeste (33,61 %), Este (28,96 %) y Sudeste (28,18 %).
Jean-Marie Le Pen fue expulsado del partido en 2015.

### Condenas y prisión
El 31 de marzo de 2025 la Justicia francesa inhabilitó a Marine Le Pen para presentarse a las elecciones durante 5 años,  una multa de 100.000 euros  y cuatro años de prisión por malversación de fondos públicos. Además fueron encontrados culpables del mismo delito otros 11 eurodiputados de la formación y 12 asistentes.

## Resultados electorales

### Elecciones presidenciales
|  | 0,8 % |

|  | 14,4 % |

|  | 15,0 % |

|  | 16,9 % |

|  | 17,8 % |

|  | 10,4 % |

|  | 17,9 % |

|  | 21,3 % |

|  | 33,90 % |

|  | 23,1 % |

|  | 41,46 % |

### Elecciones legislativas
|  | 0,5 % |

|  | 0,3 % |

|  | 0,2 % |

|  | 9,8 % |

|  | 9,8 % |

|  | 12,7 % |

|  | 5,8 % |

|  | 14,9 % |

|  | 5,7 % |

|  | 11,1 % |

|  | 1,9 % |

|  | 4,3 % |

|  | 0,1 % |

|  | 13,6 % |

|  | 3,6 % |

|  | 13,2 % |

|  | 8,8 % |

|  | 18,7 % |

|  | 17,3 % |

|  | 33,15 % |

|  | 37,05 % |

### Consejos regionales
| Año  | Primera vuelta | Primera vuelta | Segunda vuelta | Segunda vuelta | Segunda vuelta |
| Año  | Votos          | %              | Votos          | %              | Escaños        |
| ---- | -------------- | -------------- | -------------- | -------------- | -------------- |
| 1986 | 2.654.390      | 9,7%           | —              | —              | 137            |
| 1992 | 3.396.141      | 13,9%          | —              | —              | 239            |
| 1998 | 3.270.118      | 15,3%          | —              | —              | 275            |
| 2004 | 3.564.064      | 14,7%          | 3.200.194      | 12,4%          | 156            |
| 2010 | 2.223.800      | 11,4%          | 1.943.307      | 9,2%           | 118            |
| 2015 | 6.018.914      | 27,7%          | 6.820.477      | 27,1%          | 358            |
| 2021 | 2.743.497      | 18,68%         | 2.908.253      | 19,05%         | 252            |

### Parlamento Europeo
|  | 11,0 % |

|  | 11,7 % |

|  | 10,5 % |

|  | 5,7 % |

|  | 9,8 % |

|  | 6,3 % |

|  | 24,8 % |

|  | 23,3 % |

|  | 31,37 % |